# Пустомити (Рівненський район)
Пустоми́ти — село в Україні, у Гощанській селищній громаді Рівненського району Рівненської області. Населення становить 429 осіб.

## Історія
У 1906 році село Тучинської волості Рівненського повіту Волинської губернії. Відстань від повітового міста 37 верст, від волості 10. Дворів 48, мешканців 553.
Дерев'яна церква з 1876 р. на місці бувшої тут старої. За переписом 1911 р. до великої зем. власності Чеслава Прушинського належало в селі 400 дес.
В 1943 році в Пустомитах та навколишньому лісі була основна база повстанців УПА з куреня «Недолі». 17 грудня 1943 року нацисти, під час каральної акції, розстріляли 367 осіб (з них 60 % — жінки), близько 100 забрали до Тучина, де піддали страшним тортурам, вимагаючи видати «Недолю» та повстанців. Село було спалено вщент.
12 червня 2020 року, відповідно до розпорядження Кабінету Міністрів України № 722-р від «Про визначення адміністративних центрів та затвердження територій територіальних громад Рівненської області», увійшло до складу Гощанської селищної громади.
19 липня 2020 року, в результаті адміністративно-територіальної реформи та ліквідації Гощанського району, село увійшло до складу новоутвореного Рівненського району.

## Населення

### Мова
Розподіл населення за рідною мовою за даними перепису 2001 року:
| Мова       | Кількість | Відсоток |
| ---------- | --------- | -------- |
| українська | 428       | 99.77%   |
| російська  | 1         | 0.23%    |
| Усього     | 429       | 100%     |